# Nezavisna platforma sjevera
Nezavisna platforma sjevera (NPS) regionalistička je politička stranka u Hrvatskoj koju vodi župan Međimurske županije Matija Posavec. Sjedište stranke nalazi se u Čakovcu. Stranka je prvotno osnovana u ožujku 2021. kao izborna lista pod nazivom Stranka Matije Posavca (SMP), uoči lokalnih izbora 2021., a današnji naziv nosi od srpnja 2023.
Stranka se pozicionira na političkom centru i okuplja nezavisne liste iz sjevernih krajeva Hrvatske.
Posavec je ranije bio član HNS-a i predsjednik njene međimurske podružnice, no napustio je stranku 2019. godine. U rujnu 2021. dao je ostavku na mjesto župana nakon što je uhićen uslijed afere oko primanja mita. Isprva je priznao primanje mita od 10 tisuća kuna, ali je kasnije povukao priznanje te ponovno pobijedio na izvanrednim izborima za župana. Na redovnim lokalnim izborima 2021. ponovno je izabran u prvom krugu.
Na parlamentarnim izborima 2024. NPS je osvojio dva saborska mandata. Stranka je bila članica izborne koalicije Naša Hrvatska. Nakon izbora, dva saborska zastupnika NPS-a osnovala su zajednički klub zastupnika sa strankom Centar.